# The Lucky Dime Caper
The Lucky Dime Caper, estrelando Pato Donald, é um jogo eletrônico de plataforma lançado para Game Gear e Master System em 1991. Ele é uma contrapartida a Quackshot (um lançamento exclusivo para Genesis), outro jogo licenciado pela Disney que também caracteriza Pato Donald como personagem principal. Uma continuação deste jogo, Deep Duck Trouble, também com Pato Donald, foi lançado para ambos os consoles em 1993.